# Gemma Galgani

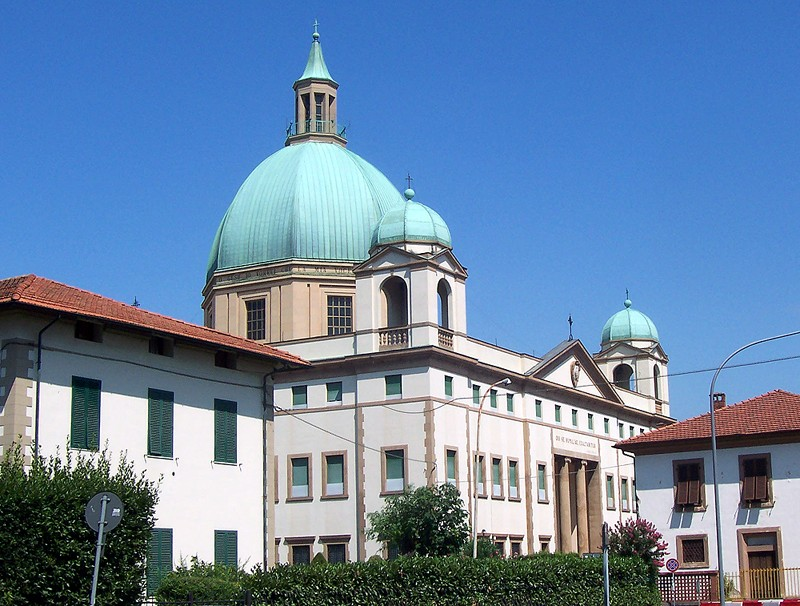
Santuario di S. Gemma Galgani, Lucca, Italië, 2010

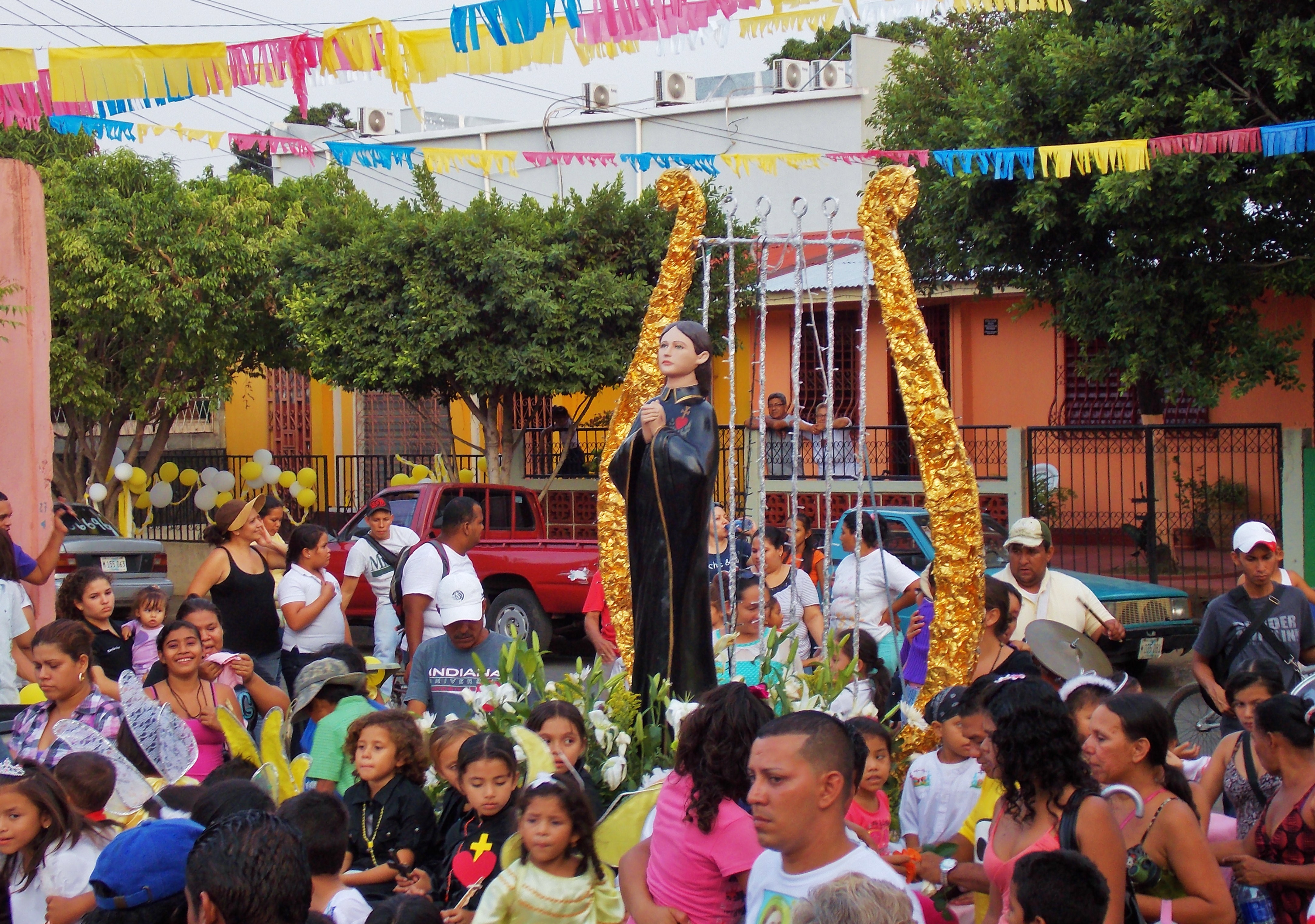
Santa Gema-feest in Nicaragua (Midden-Amerika), 2014

Gemma Umberta Maria Galgani (Camigliano bij Capannori, 12 maart 1878  – Lucca, 11 april 1903) is een Italiaanse mystica en heilige binnen de Rooms-Katholieke Kerk.

## Biografie

### Jonge jaren
Gemma Galgani was de eerste dochter in een gezin van acht kinderen van de apotheker Enrico di Carlo Galgani, en Aurelia Landi. Toen haar moeder besmet raakte met tuberculose werd Gemma naar een privaat kinderdagverblijf gestuurd. Haar oudere broer Carlo en jongere zus Giulia overleden aan deze tuberculose. Moeder overleed eraan in 1885. Haar broer Dino stierf er even later aan tijdens zijn priesterstudie.
Gemma werd naar een half-pensionschool gestuurd geleid door de zusters Oblaten in Lucca, waar ze haar eerste communie ontving. 
Op 16-jarige leeftijd kreeg ze een hersenvliesontsteking, maar herstelde daarvan. Galgani rekende dit wonderlijk herstel toe aan het Heilig Hart van Jezus; een gebedsverhoring door tussenkomst van de heilige Gabriël en de heilige Margaretha-Maria.
Op 19-jarige leeftijd stierf Galganis' vader en werd zij dus wees. Samen met een tante kreeg zij de verantwoordelijkheid voor haar jongere broers en zussen. Galgani werkte als bediende bij de familie Giannini. In die periode wees zij twee huwelijksaanzoeken af. 

### Mystieke fase
Op 21-jarige leeftijd -meer precies op 8 juni 1899, de vooravond van het feest van het Heilig Hart- vertoonde Galgani tekenen van stigmata (kruisigingswonden). Zo althans staat te lezen in de hagiografie geschreven door haar biechtvader (geestelijk leidsman) Germano Ruoppolo. Gemma noemde hem liefkozend Babbino (vadertje) en zag zichzelf als zijn spirituele dochter. Zelf liet zij zich Gemma di Jezus (Juweeltje van Jezus) noemen. Blijkens haar brieven gaf Jezus haar de instructie dat zij alleen met haar biechtvader over de verschijnselen mocht praten en met niemand anders en dat zij er altijd voor Ruoppolo moest zijn.
Galgani was ziekelijk en verkeerde soms in een staat van extase, waarbij ze visioenen kreeg. Haar lichaam werd dan door slangen en door de duivel bekropen. Ze had ook gesprekken met haar beschermengel, met Jezus en met de maagd Maria, alsmede met enkele heiligen (m.n. Gabriël). Van hen kreeg zij speciale boodschappen en voorspellingen door.  
Galgani weerstond de aanvallen van de duivel en zag haar lijden als boetedoening. Ze versterkte deze boetedoening door zichzelf weinig toe te staan. Zo at ze nauwelijks, sliep weinig en verwondde zichzelf. Vanaf 1899 keerden de stigmata aan haar handen en voeten wekelijks terug. In 1900 kwamen hier ook de hoofdwonden van de doornenkroon van Jezus bij. Vanaf 1901 zou Galgani wekelijks ook de wonden van de geseling te verduren hebben gekregen en dagelijks haar engelbewaarder hebben gezien. De engelbewaarder voerde allerlei opdrachten voor haar uit.

### Overlijden
Begin 1903 kreeg Galgani alsnog tuberculose. Haar gezondheid ging achteruit en op Goede Vrijdag leed zij -net als Jezus- verschrikkelijk. De dag erna (paaszaterdag) stierf Galgani, in een klein verblijf tegenover de woning van de familie Giannini, waar ze als huishoudster in dienst was. Gemma Galgani was 25 jaar oud.

## Dispuut
Al in haar eigen tijd liepen de meningen over Galgani uiteen. Haar jongere zus, Angelina, lachte Gemma wel eens uit als ze bovennatuurlijke ervaringen had. De arts die Galgani al van kinds af kende, Pietro Pfanner, vermoedde dat Gemma leed aan een vorm van neurose en beschouwde haar stigmata als tekenen van hysterisch gedrag. Pfanner onderzocht de bloedvlekken op haar handpalmen, maar toen hij het bloed met een natte handdoek liet wegvegen, was er geen wond te zien. Bij een andere gelegenheid observeerde Galgani's 'pleegmoeder', Cecilia Giannini, een naainaald op de vloer naast haar. Psycholoog Donovan Rawcliffe concludeerde in 1988 dat haar stigmata "zelf toegebrachte wonden van een groot hysterica" betroffen.

## Verering
Al voor haar dood was Galgani een bekend persoon in Lucca en omgeving, vooral onder de armen. Zij bewonderden haar godsdienstige deugden en noemden haar "de maagd van Lucca". In 1933, dertig jaar na haar overlijden, werd Galgani zalig verklaard. Op 14 mei 1940 volgde cannonisatie door paus Pius XII.
Daarna kwam haar cultus (verering) wereldwijd razendsnel op gang, ook in Nederland en België. Zo werden in de jaren veertig veel pasgeboren kinderen naar haar vernoemd. 
Gemma is de patrones van de apothekers en de drogisten. Zij wordt speciaal vereerd door de kloostercongregatie der Passionisten, waar zij zelf ook had willen intreden. Haar relieken worden bewaard in het klooster van de Passionisten in Lucca. Sinds 1985 ligt haar hart in de Santa Gema-kerk in Madrid, Spanje. 
De Gemmakapel in Sittard met het nabijgelegen voormalige Gemmaklooster voor vrouwelijke Passionisten (reeds gesticht in 1939) is een bedevaartsoord waar Galgani centraal staat. Nog jaarlijks wordt daar het Gemmatriduüm gevierd op 12, 13 en 14 mei. Een fervent vereerder van de Heilige Gemma was de cabaretier Toon Hermans, wiens uitvaart verzorgd werd in de Gemmakapel.